# Giorgio Moroder
Giovanni Giorgio Moroder, dit Giorgio Moroder, né le 26 avril 1940 à Ortisei dans le Trentin-Haut-Adige en Italie, est un musicien, chanteur (sous le nom de Giorgio), auteur-compositeur, producteur de musique italien. Il est surtout connu pour sa collaboration avec Donna Summer pendant la période du disco avec des titres comme Love to Love You Baby et I Feel Love, ou encore les bandes originales de Midnight Express, American Gigolo et de Scarface. Il est souvent considéré comme un des pionniers du disco et de la musique dance.

## Biographie

### Débuts et carrière solo
Giorgio Moroder est né à Ortisei dans le Val Gardena, en territoire ladin, dans une famille de classe moyenne composée de sculpteurs, de peintres et d'écrivains. Sa mère l'appelle usuellement « Hansjörg » (traduction allemande de Giovanni-Giorgio, les Italiens du Sud-Tyrol où il est né étant en effet bilingues italien-allemand). De 1953 à 1959, il  fréquente l'institut d'art d'Ortisei. Autodidacte en formation musicale, après avoir appris à jouer de la guitare à l'âge de 15-16 ans il fait partie entre 1959 et 1966 de divers groupes musicaux dont The Happy Trio, qui a joué au Hôtel Savoy à Londres.
Giorgio Moroder commence sa carrière professionnelle comme simple musicien. Il accompagne par exemple Johnny Hallyday en tournée comme bassiste au début des années 1960. Il apparaît ensuite en tant qu'auteur-compositeur-interprète sous le mononyme de « Giorgio » avec un premier single édité par Fontana en 1965. Il signe ensuite un contrat avec la maison de disque allemande Hansa Records pour laquelle il enregistre une dizaine de singles et deux albums entre 1968 et 1972. Il obtient son plus gros succès international en avec la chanson Looky, Looky (éditée en France par Disc'AZ, single certifié disque d'or en 1969). Il continue à enregistrer en tant que « Giorgio » jusqu'en 1979, ce qui donne lieu à plusieurs albums publiés sur différents labels, principalement Philips et Oasis. Ce dernier est  un label subsidiaire de Casablanca Records dont il est devenu entre-temps le principal collaborateur en tant que producteur et arrangeur.

### Producteur, compositeur et arrangeur
En effet, parallèlement à sa carrière d'artiste, Giorgio Moroder est devenu à Munich, en collaboration avec le musicien anglais Pete Bellotte, producteur de musique disco, style dont il est un des précurseurs,. Leur premier succès commun est le titre Son of My Father dont Moroder a écrit la musique et Bellotte les paroles, interprété par le groupe Chicory Tip (en), classé no 1 dans les charts britanniques en 1971. Mais c'est avec Donna Summer qu'ils connaîtront leurs plus grands succès d'auteurs-compositeurs et de producteurs, parmi lesquels le fameux Love to Love You Baby qui a fait décoller sa carrière en 1975, l'hymne électronique novateur I Feel Love (1977), Hot stuff (1979), ou encore Bad Girls (1979).
Tous ces succès sont enregistrés dans les studios Musicland que Moroder a créés à Munich et qui sont fréquentés de 1974 à 1988 par les plus grands groupes de rock comme les Rolling Stones, Deep Purple, Electric Light Orchestra, Led Zeppelin ou Queen. C'est aussi là que Moroder produit et enregistre le premier album de Suzi Lane (en). Plus anecdotique, on peut signaler qu'il a signé la musique de deux chansons de Mireille Mathieu : En frappant dans nos mains et Moi, c'est la chanson (Olympia 1973).
Le duo français Daft Punk lui rend hommage avec leur quatrième album, Random Access Memories, sorti en 2013. La troisième piste de l'album, intitulée Giorgio by Moroder, est bâtie sur des mots de Giorgio Moroder qui y raconte sa vie et en particulier ses débuts et son goût de la musique mêlant l'héritage des années 1950, 1960 et 1970 et « le son de l'avenir » des synthétiseurs. Le titre, avec ses boucles électro, rappelle les classiques électroniques de Moroder comme I Feel Love, Chase ou From Here to Eternity, issu de son album solo éponyme sorti en 1977.
En janvier 2015, Giorgio Moroder annonce officiellement une collaboration en tant que producteur sur plusieurs titres du prochain album de Lady Gaga.
En 2016, il travaille avec le groupe de musique coréen Sistar sur la chanson One More Day, notamment présentée au 2016 DMC Festival.
Il participe à la production du morceau Big Sleep de l’artiste canadien The Weeknd en 2025 sur l’album Hurry Up Tomorrow.

### Musiques de films et autres activités
Giorgio Moroder se fait par la suite connaître en composant plus d'une dizaine de bandes originales de films et en collaborant, comme producteur ou compositeur, avec des artistes de premier plan comme David Bowie, Eurythmics, Freddie Mercury, Elton John, Sparks ou Debbie Harry du groupe Blondie.
En 1978, il se lance dans la production de bandes originales de film et rencontre immédiatement le succès avec Midnight Express d'Alan Parker. Le titre instrumental Chase en est extrait. D'autres suivront comme American Gigolo - d'où est issu le tube de Blondie Call Me - et La Féline de Paul Schrader, Flashdance d'Adrian Lyne (1983) - avec le hit Flashdance... What a Feeling d'Irene Cara -, Scarface de Brian De Palma, ou encore L'Histoire sans fin de Wolfgang Petersen, film pour lequel il se partage le travail avec Klaus Doldinger. En 1984, il produit une version remontée, colorisée et mise en musique par ses soins du classique de Fritz Lang Metropolis puis collabore avec Philip Oakey (en), chanteur du groupe Human League, pour la bande originale du film La Belle et l'Ordinateur, avec le single Together in Electric Dreams, hit au Royaume-Uni en 1984, et pour l'album Philip Oakey and Giorgio Moroder (en) sorti en 1985.
En 1984, il compose une musique pour les Jeux olympiques de Los Angeles , en 1988, il compose celle des Jeux olympiques d'été de Séoul, et en 1990, celle de la coupe de monde de football Italia '90, interprétée par Gianna Nannini et Edoardo Bennato.
À la fin des années 1980, il participe financièrement à l'aventure de la supercar Cizeta et associe son nom à la marque pour son unique modèle, la Cizeta-Moroder V16T.

## Discographie
- 1969 : That's Bubblegum - That's Giorgio
- 1970 : Giorgio
- 1972 : Son of My Father
- 1973 : Giorgio's Music
- 1973 : Spinach 1
- 1975 : Einzelgänger
- 1976 : Knights in White Satin
- 1977 : From Here to Eternity
- 1978 : Love's in You, Love's in Me
- 1978 : Midnight Express (BO)
- 1979 : E=MC2
- 1982 : Cat People (BO)
- 1983 : Scarface (BO)
- 1983 : Solitary Men
- 1985 : Innovisions
- 1985 : Philip Oakey and Giorgio Moroder
- 1990 : Project to Be Number One
- 2015 : Déjà-Vu

## Artistes ayant collaboré avec Giorgio Moroder (par ordre alphabétique)
| - Adam Ant - Amanda Lear - Arcade Fire - Barbra Streisand - Berlin - Billy Squier - Blondie - Bonnie Tyler - Brigitte Nielsen - Britney Spears - Chaka Khan - Charli XCX - Cheap Trick - Cher - Coldplay - Cycle V - Daft Punk sur la chanson Giorgio by Moroder (2013, album : Random Access Memories) - David Bowie sur la bande originale La féline (chanson : Cat People (Putting Out Fire)) - Donna Summer - Edoardo Bennato - Elton John - Falco - France Gall - Freddie Mercury - Frida - Foxes - Gianna Nannini - Graham Nash - Harold Faltermeyer | - Human League - Irene Cara - Janet Jackson - Janis Ian - Jon Anderson - Kelis - Kenny Loggins - Kylie Minogue - Lady Gaga - Limahl - Loverboy - Madleen Kane - Matthew Koma - Miami Sound Machine - Mikky Ekko - Mireille Mathieu - Nina Hagen - Olivia Newton-John - Pat Benatar - Queen - Roger Daltrey - Sammy Hagar - Sia - Sistar - Sparks - The Weeknd - Van Czar |

## Filmographie
- 1972 : Jeunes Filles au couvent (Die Klosterschülerinnen) d'Eberhard Schröder
- 1972 : Oswalt Kolle: Liebe als Gesellschaftsspiel de Werner M. Lenz
- 1977 : À la recherche de Mister Goodbar (Looking for Mr. Goodbar) de Richard Brooks (la bande son contient des tubes disco de l'époque dont deux chansons de Donna Summer produites par Moroder)
- 1978 : Dieu merci, c'est vendredi (Thank God It's Friday) de Robert Klane (la bande son est essentiellement constituée de tubes disco de l'époque dont certains sont des productions de Moroder)
- 1978 : Midnight Express d'Alan Parker
- 1980 : American Gigolo de Paul Schrader
- 1981 : Ça plane les filles (Foxes) d'Adrian Lyne
- 1982 : La Féline (Cat People) de Paul Schrader
- 1983 : Flashdance d'Adrian Lyne
- 1983 : Scarface de Brian De Palma
- 1983 : S.O.S. Taxi de Joel Schumacher
- 1984 : L'Histoire sans fin de Wolfgang Petersen (avec Klaus Doldinger)
- 1984 : Metropolis de Fritz Lang (version colorisée produite et bande son écrite par Moroder)
- 1984 : La Belle et l'Ordinateur (Electric Dreams) de Steve Barron
- 1986 : Top Gun de Tony Scott (compositeur notamment de la chanson Take My Breath Away)
- 1986 : Von Kastelruth nach Hollywood de Hans-Jürgen Panitz
- 1987 : Over the Top : Le Bras de fer (Over the Top) de Menahem Golan
- 1988 : Mamba (Fair Game) de Mario Orfini
- 1989 : Let It Ride de Joe Pytka
- 1992 : Classe spéciale de Mario Orfini
- 1994 : Fantastic Four (série télévisée, 1 épisode)
- 2002 : Impressionen unter Wasser (Impressions sous-marines) documentaire et ultime film de Leni Riefenstahl
- 2002 : Cat People: An Intimate Portrait by Paul Schrader (vidéo) documentaire de Laurent Bouzereau
- 2005 : When Disco Ruled the World (documentaire) - Stephen Franklin
- 2006 : Rock and Roll Hall of Fame Induction Ceremony (téléfilm) de Joel Gallen
- 2016 : Revenger (The Assignment) de Walter Hill
- 2018 : Reine du Sud (Queen of the South) (série télévisée)

## Distinctions

### Récompenses
- Oscar de la meilleure musique de film pour Midnight Express en 1979
- Golden Globe de la meilleure musique de film pour Midnight Express en 1979
- Oscar de la meilleure chanson originale pour What a Feeling sur la bande originale de Flashdance en 1984
- Golden Globe de la meilleure musique de film pour Flashdance en 1984
- Golden Globe de la meilleure chanson originale pour What a Feeling sur la bande originale de Flashdance en 1984
- Grammy Awards de la meilleure composition instrumentale pour Flashdance en 1984
- Grammy Awards de la meilleure bande originale pour Flashdance en 1984
- Oscar de la meilleure chanson originale pour Take My Breath Away (paroles de Tom Whitlock, musique de Giorgio Moroder) sur la bande originale du film Top Gun en 1987
- Golden Globe de la meilleure chanson originale pour Take My Breath Away sur la bande originale de Top Gun en 1987
- Grammy Award du meilleur enregistrement dance pour Carry On (paroles de Donna Summer, musique de Giorgio Moroder) en 1998
- Grammy Award de l'album de l'année pour Random Access Memories de Daft Punk en tant qu’artiste invité pour Giorgio by Moroder en 2014

### Nominations
- Golden Globe de la meilleure chanson originale pour Call Me sur la bande originale de American Gigolo
- Golden Globe de la meilleure musique de film pour American Gigolo
- Golden Globe de la meilleure musique de film pour Scarface
- Golden Globe de la meilleure musique de film pour La féline